# Pterostylis macrocalymma
Pterostylis macrocalymma är en orkidéart som beskrevs av Mark Alwin Clements och David Lloyd Jones. Pterostylis macrocalymma ingår i släktet Pterostylis och familjen orkidéer. Inga underarter finns listade i Catalogue of Life.